# Li Zhisui
Li Zhisui / Li Zhishui (chino simplificado 李志绥, chino tradicional 李志綏, pinyin Lǐ Zhìsuī) (1913-1995) fue el médico personal de Mao Zhedong desde 1954, siendo también su confidente hasta la muerte de Mao en 1976. Tras el fallecimiento del líder revolucionario, fue nombrado vicepresidente de la ACM (Asociación China Médica) y de la SGC (Sociedad Gerontológica China), además de lo cual llegó a ser el director de la Revista Médica Nacional. Falleció en 1995, presuntamente debido a un infarto de miocardio.

## Nacimiento, educación y elección
Li Zhisui nació en una familia de clase media y recibió educación en una escuela de Estados Unidos en Suzhou, desde ese momento ha estado en relación con el Guomindang aunque de forma superficial, lo que lo llevó a ser el Médico de Mao fue precisamente esa formación y su acercamiento a los estadounidenses por los que sentía curiosidad, sobre todo si de occidentales se trataba. El alineamiento político que estos tenían estaba muy claro, ya que la diferenciación con el comunismo ruso hizo posible ciertas relaciones en el futuro entre China y EE. UU. Li Zhisui le comentaba al presidente que serían buenos aliados, debido a que su comunismo era confucianista-leninista, lo que hacía que estuviera más avanzado su comunismo que el de sus vecinos rusos.

## Viajes oficiales

### 1957
En noviembre viajará junto a Mao al Kremlin en Moscú para hablar sobre los temas que se hablaron con anterioridad en Shanghái sobre las relaciones políticas con los rusos y producirse un acercamiento entre ambas culturas lo que supuso un fracaso, además del ofrecimiento de la bomba atómica el doctor Li se opuso a esta y aunque no lo dijo delante de todos los dirigentes, sí que se lo dijo al presidente en un plano más personal. Se reunieron con los políticos Nikita Jruschov, Anastas Mikoyan y Niokolai Bulganin. Con ellos estuvieron presentes Li Yinqiao (guardaespaldas de Mao), Wu Xujun (Enfermera jefe) y Yan Mingfu (Intérprete de Ruso)

### 1961
En 1961 viajaron a la residencia de Wangzhugan en Hangzhou, donde Mao se entrevistó con un huésped extranjero. Ese mismo año también fueron a Lushan, donde pudieron ver la nueva residencia en la que Mao conoció a la que sería su tercera esposa He Zizhen.

### 1965
Viajaron en mayo a Jinggangshan a una de las residencias personales del presidente junto con la enfermera Jefe Wu Xujun. Fueron aclamados por el pueblo mientras Mao iba hablando por la calle con el gobernador local.

### 1966
El 3 de julio de 1966 fueron a la residencia de Mei Yuan en Wuhan y poco después de su regreso a la capital, Pekín, decidieron investigar sobre la revolución cultural.

### 1969
En otoño de este año viajarán a Tianjin acompañados por la secretaria Sun Yulan y la enfermera Ma, además de por el comandante de la guarnición central militar Zhang Yaoci y la enfermera jefe Wu Xujun.